# 바카드 압디
바카드 압디(소말리어: Barkhad Abdi, 1985년 4월 10일 ~ )는 미국의 배우이다.

## 출연 작품
- 블레이드 러너 2049
- 굿타임 - 대쉬 역
- 더 파이러츠 오브 소말리아 - 압디 역
- 익스토션 - 미구엘 카바 역
- 이케아 옷장에서 시작된 특별난 여행 - 위라지 역

## 수상 경력
- 2013년 제34회 보스턴비평가협회상 주목받을만한 배우상
- 2013년 제34회 보스턴비평가협회상 남우조연상
- 2014년 제34회 런던비평가협회상 남우조연상
- 2014년 제67회 영국아카데미시상식 남우조연상
- 2014년 인디애나비평가협회상 남우조연상
- 2014년 블랙릴어워드 영화부문 주목받을만한 배우상
- 2014년 블랙릴어워드 영화부문 남우조연상